# Amblema plicata
Amblema plicata är en musselart som först beskrevs av Thomas Say 1817.  Amblema plicata ingår i släktet Amblema och familjen målarmusslor. IUCN kategoriserar arten globalt som livskraftig. Inga underarter finns listade i Catalogue of Life.

## Bildgalleri

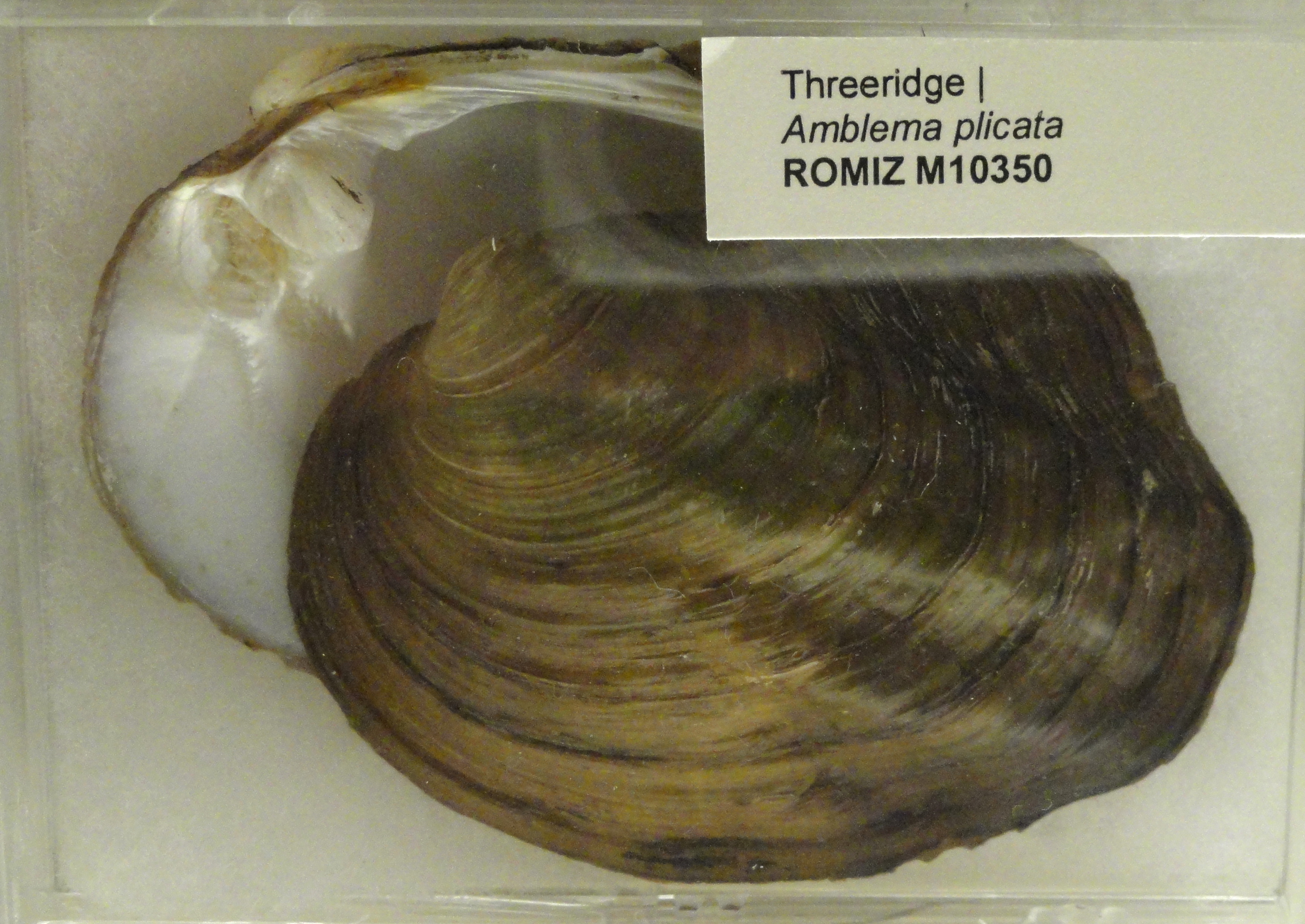